# Jane Gumpert
Jane Elisabet Gumpert Ullman, född 1884 i Stockholm, död 1959, var en svensk målare.
Hon var dotter till grosshandlaren Morris Gumpert och Sahra-Elise Thegerström och gift 1911–1929 med Sigfrid Ullman samt systerdotter till Robert Thegerström. Ullman studerade vid Konstnärsförbundets tredje skola 1905–1908 och för Matisse i Paris.Hon medverkade i Liljevalchs Höstsalong 1934. Hennes konst består av landskapsmotiv och enstaka porträtt. 